# Ropalomera clavipes
Ropalomera clavipes är en tvåvingeart som först beskrevs av Fabricius 1805.  Ropalomera clavipes ingår i släktet Ropalomera och familjen Ropalomeridae. Inga underarter finns listade i Catalogue of Life.